# Kelet-Timor az olimpiai játékokon
Kelet-Timor először a 2000-es nyári olimpián vett részt, de sportolói ekkor még csak egyéni olimpiai versenyzőkként indulhattak. Az ország zászlaja alatt sportolók először 2004-ben vehettek részt a sportünnepen. A téli olimpiai játékokon először 2014-ben vettek részt. Sportolói eddig még nem nyertek érmet.
A Kelet-timori Nemzeti Olimpiai Bizottság 2003-ban alakult meg, a NOB még abban az évben felvette tagjai közé.